# Salo Landau
Salomon (Salo) Landau (Bochnia, 1º aprile 1903 – Graditz, marzo 1944) è stato uno scacchista olandese.
Nato da una famiglia ebraica in Galizia (oggi in Polonia, allora in Austria-Ungheria), nel 1914 la famiglia si trasferì a Vienna, e il giovane Salo fu mandato da parenti a Rotterdam, nei Paesi Bassi. Vi rimase per tutta la vita.

## Carriera scacchistica
Il suo miglior risultato fu la vittoria nel torneo di Rotterdam del 1931, davanti a Edgar Colle, Savielly Tartakower e Akiba Rubinstein, vincendo anche le partite con Colle e Rubinstein.
Partecipò con i Paesi Bassi a due olimpiadi degli scacchi:
- nel 1930 ad Amburgo  (+5 –7 =3)
- nel 1937 a Stoccolma  (+5 –2 =8)

Vinse il Campionato olandese a Rotterdam nel 1936.
Altri risultati di rilievo:
- 1927:   2º a L'Aia, dietro a Richard Réti
- 1928:   3º nel torneo B di Hastings
- 1928:   =1º con Johannes van den Bosch a Zwolle
- 1929:   2º-3º con Weenink ad Amsterdam, dietro a Max Euwe
- 1930:   1º nel torneo B di Hastings
- 1934:   2º dietro ad Alekhine a Rotterdam
- 1936:   2º-3º ad Ostenda; =1º con Alekhine nel quadrangolare di Amsterdam
- 1939:   3º-4º con Vasja Pirc nel torneo di Hastings, dietro a László Szabó ed Euwe
- 1940:   1º-3º a Leeuwarden con Nicolas Cortlever e Lodewijk Prins
- 1941:   1º a Groninga

Landau fu il secondo di Alekhine nel match mondiale del 1935 contro Max Euwe.
In novembre 1938 fu l'arbitro principale del famoso torneo AVRO.
In settembre 1942 Landau, la moglie e la figlia, furono internati nel campo di concentramento di Westerbork. In seguito Landau fu inviato in un campo di concentramento nazista di Graditz, dove morì tra il dicembre 1943 e il marzo 1944 (probabilmente in marzo).